# 사전자기록 위작·변작죄
사전자기록 위작·변작죄는 대한민국 형법상의 범죄이다.

## 조문
제232조의 2 사무처리를 그르치게 할 목적으로 권리, 의무 또는 사실증명에 관한 타인의 전자기록 등 특수매체기록을 위작,변작한 자는 5년 이하의 징역 또는 1천만원 이하의 벌금에 처한다.

## 객체
- 권리,의무 또는 사실증명에 관한 타인의 전자기록 등 특수매체기록

## 행위
- 위작 또는 변작

## 판례

### 사무처리를 그르치게 할 목적
사전자기록 위작·변작죄에서 사무처리를 그르치게 할 목적이란 위작 또는 변작된 전자기록이 사용됨으로써 전자적 방식에 의한 정보의 생성, 처리, 저장, 출력을 목적으로 구축한 시스템을 설치, 운영하는 주체의 사무처리를 잘못되게 하는 것을 말한다.